# شورش کاورا
شورش کاورا (انگلیسی: Cowra breakout) در ۵ اوت ۱۹۴۴ رخ داد، زمانی که ۱۱۹۴ اسیر جنگی امپراتوری ژاپن تلاش کردند از یک اردوگاه اسیر جنگی در نزدیکی  کاورا، در  نیو ساوت ولز در استرالیا فرار کنند. این بزرگترین فرار از زندان در طول جنگ جهانی دوم و همچنین یکی از خونین ترین‌ها بود. در حین فرار و تعقیب و گریز، ۴ سرباز استرالیایی و ۲۳۱ سرباز ژاپنی کشته شدند. باقیمانده فراریان دوباره دستگیر و زندانی شدند.